# Nagari Siaro-Aro
Nagari Siaro-Aro is een bestuurslaag in het regentschap Solok van de provincie West-Sumatra, Indonesië. Nagari Siaro-Aro telt 290 inwoners (volkstelling 2010).